# 捷克斯洛伐克德意志人 (1918–1938)
捷克斯洛伐克德意志人是指战间期的捷克斯洛伐克境內的德意志人狀況。戰間期捷克斯洛伐克共和国人口中的德语人口占比23.6%（1921年人口普查数据），其中大多是苏台德德意志人，但该国其他地区也存在德意志民族语言飞地。如豪尔兰（Hauerland）和斯皮什（Spiš）地区就生活着喀尔巴阡德意志人，在讲德语的城市居民中有德意志人、奧地利人以及讲德语的犹太人。在1921年的人口普查中，受访的捷克斯洛伐克犹太人中有14%都认为自己是德意志人，但奥匈帝国进行的最后一次人口普查则显示，当时的捷克斯洛伐克犹太人中称自己的日常用語是德语的人占比更大。